# Panamá nos Jogos Paralímpicos de Verão de 2012
Panamá participou dos Jogos Paralímpicos de Verão de 2012, que foram realizados na cidade de Londres, no Reino Unido, entre os dias 29 de agosto e 9 de setembro de 2012.